# گونتر اورتمان
گونتر اورتمان (انگلیسی: Günther Ortmann; ۳۰ نوامبر ۱۹۱۶ – ۱۰ ژانویهٔ ۲۰۰۲) بازیکن هندبال اهل آلمان بود.